# Molophilus (Molophilus) flexilistylus
Molophilus (Molophilus) flexilistylus is een tweevleugelige uit de familie steltmuggen (Limoniidae). De soort komt voor in het Neotropisch gebied.